# DFB-Junioren-Vereinspokal 2010/11
Der DFB-Junioren-Vereinspokal 2010/11 ist die 25. Austragung dieses Wettbewerbs. Er begann am 26. September 2010 und endete mit dem Finale am 21. Mai 2011 in Berlin.

## Teilnehmende Mannschaften
Am Wettbewerb nehmen die Juniorenpokalsieger der 21 Landesverbände des DFB teil:
- Holstein Kiel (Schleswig-Holstein)
- Hamburger SV (Hamburg)
- Werder Bremen (Bremen)
- VfL Wolfsburg (Niedersachsen)
- Hansa Rostock (Mecklenburg-Vorpommern)
- 1. FC Union Berlin (Berlin)
- Energie Cottbus (Brandenburg)
- Hallescher FC (Sachsen-Anhalt)
- 1. FC Lokomotive Leipzig (Sachsen)
- FC Carl Zeiss Jena (Thüringen)
- 1. FC Köln (Mittelrhein)
- Borussia Mönchengladbach (Niederrhein)
- Borussia Dortmund (Westfalen)
- TuS Mayen (Rheinland)
- 1. FSV Mainz 05 (Südwest)
- 1. FC Saarbrücken (Saarland)
- Eintracht Frankfurt (Hessen)
- VfB Stuttgart (Württemberg)
- TSG 1899 Hoffenheim (Baden)
- SC Freiburg (Südbaden)
- SpVgg Greuther Fürth (Bayern)

## 1. Runde
In der 1. Runde spielen zehn Teilnehmer fünf Achtelfinalisten aus. Die restlichen elf Teilnehmer haben ein Freilos und steigen erst später in den Wettbewerb ein.
| Datum      |                    | Ergebnis  |                     |
| ---------- | ------------------ | --------- | ------------------- |
| 26.09.2010 | Hansa Rostock      | 1:0 (1:0) | 1. FSV Mainz 05     |
| 26.09.2010 | FC Carl Zeiss Jena | 2:0 (1:0) | Eintracht Frankfurt |
| 26.09.2010 | Borussia Dortmund  | 2:1 (1:1) | Energie Cottbus     |
| 26.09.2010 | 1. FC Union Berlin | 0:2 (0:1) | Werder Bremen       |
| 26.09.2010 | VfL Wolfsburg      | 2:0 n. V. | 1. FC Köln          |

## Achtelfinale
| Datum      |                          | Ergebnis                         |                      |
| ---------- | ------------------------ | -------------------------------- | -------------------- |
| 13.11.2010 | Borussia Mönchengladbach | 3:0 (2:0)                        | VfB Stuttgart        |
| 13.11.2010 | FC Carl Zeiss Jena       | 2:0 (0:0)                        | Hallescher FC        |
| 13.11.2010 | 1. FC Lokomotive Leipzig | 0:3 (0:1)                        | Werder Bremen        |
| 14.11.2010 | Hansa Rostock            | 1:0 (0:0)                        | SpVgg Greuther Fürth |
| 14.11.2010 | TuS Mayen                | 1:3 (0:0)                        | TSG 1899 Hoffenheim  |
| 14.11.2010 | SC Freiburg              | 1:0 (0:0)                        | Hamburger SV         |
| 14.11.2010 | Holstein Kiel            | 0:3 (0:1)                        | VfL Wolfsburg        |
| 14.11.2010 | 1. FC Saarbrücken        | 1:1 n. V. (1:1, 0:0) (4:3 i. E.) | Borussia Dortmund    |

## Viertelfinale
| Datum      |                     | Ergebnis  |                          |
| ---------- | ------------------- | --------- | ------------------------ |
| 20.02.2011 | SC Freiburg         | 2:1 (2:0) | Borussia Mönchengladbach |
| 20.02.2011 | TSG 1899 Hoffenheim | 0:3 (0:2) | VfL Wolfsburg            |
| 20.02.2011 | FC Carl Zeiss Jena  | 1:6 (0:4) | Werder Bremen            |
| 20.02.2011 | 1. FC Saarbrücken   | 1:2 (1:0) | Hansa Rostock            |

## Halbfinale
| Datum      |               | Ergebnis                         |               |
| ---------- | ------------- | -------------------------------- | ------------- |
| 21.04.2011 | VfL Wolfsburg | 1:1 n. V. (1:1, 1:0) (3:4 i. E.) | SC Freiburg   |
| 21.04.2011 | Hansa Rostock | 2:1 n. V. (1:1, 0:0)             | Werder Bremen |

## Finale
| Paarung        | Hansa Rostock – SC Freiburg |
| Ergebnis       | 2:2 (0:1), 3:5 i. E. |
| Datum          | 21. Mai 2011 um 15:30 Uhr |
| Stadion        | Olympiapark Amateurstadion, Berlin |
| Zuschauer      | 1873 |
| Schiedsrichter | Florian Steuer (Menden) |
| Tore           | 0:1 Hezel (16.) 1:1 Zolinski (70.) 1:2 Falahen (77.) 2:2 Uecker (90.+2') Elfmeterschießen: 0:1 Ginter 1:1 Adamyan 1:2 Göppert 2:2 Jensen 2:3 Gutjahr Schwolow hält gegen Weilandt 2:4 Knab 3:4 Quaschner 3:5 Albutat                                                                   |
| Hansa Rostock  | Johannes Brinkies – Lennart Bremer, Andreas Pfingstner (82. Hannes Uecker), Pelle Jensen, Erik Kemsies – Ben Zolinski, Tommy Grupe – Edisson Jordanov, Sargis Adamyan – Tom Weilandt – Davis Klak (55. Nils Quaschner) Cheftrainer: Roland Kroos                                       |
| SC Freiburg    | Alexander Schwolow – Christian Günter, Tim Albutat , Marvin Hezel, Mike Schulz (75. Pierre-Christoph Göppert) – Nico Gutjahr – Nicolai Lorenzoni, Matthias Ginter – Sandro Knab, Patrick Lienhard – Oguzhan Tasli (4. Amir Falahen, 85. Sebastian Kerk) Cheftrainer: Christian Streich |
| Gelbe Karten   | Jensen, Zolinski, Quaschner, Pfingstner, Bremer – Lienhard |